# 佐野由於
佐野由於（さの よしお、1954年（昭和29年）10月28日 - ）は、シテ方宝生流の能楽師。長男・玄宜、次男・弘宜も能楽師。

## 略歴
石川県生まれ。宝生流能楽師・佐野正治の養嗣子。1958年初舞台。1967年上京、宝生宗家に入門。1974年、十八世宗家・宝生英雄の内弟子第一号となる。1977年東京芸術大学音楽学部邦楽科卒。「道成寺」、「翁」、「石橋・連獅子」など披演。重要無形文化財総合指定、能楽協会北陸支部長、宝生会理事、金沢能楽会副理事長、同門会「蔦由会」を主宰。